# Городокский сельсовет (Брестская область)
Городо́кский сельсовет (белор. Гарадоцкі сельсавет) — административная единица на территории Лунинецкого района Брестской области Беларуси. Административный центр — агрогородок Кожан-Городок.

## Состав
Городокский сельсовет включает 6 населённых пунктов:
- Бабы — деревня
- Дребск — деревня
- Кожан-Городок — агрогородок
- Оборки — деревня
- Подморочное — деревня
- Цна — деревня